# Carlos Iturraspe
Carlos Iturraspe Cuevas (San Sebastián, España, 10 de junio de 1910-10 de agosto de 1981) fue un futbolista y entrenador español que se desempeñaba como centrocampista.

## Clubes
| Club                     | País   | Año       |
| ------------------------ | ------ | --------- |
| Unión Sporting Club      | España | ¿?-¿?     |
| C. D. Nacional de Madrid | España | ¿?-1933   |
| Valencia C. F.           | España | 1933-1948 |
| Levante U. D.            | España | 1946-1948 |
| C. D. Castellón          | España | 1948      |